# Liste der Kreisstraßen im Zollernalbkreis
Diese Liste enthält die Kreisstraßen im baden-württembergischen Zollernalbkreis.

## Abkürzungen
- K: Kreisstraße
- L: Landesstraße

## Liste
Die Kreisstraßen behalten die ihnen zugewiesene Nummer nicht bei einem Wechsel in einen anderen Stadt- oder Landkreis. Nicht vorhandene bzw. nicht nachgewiesene Kreisstraßen sind kursiv gekennzeichnet, ebenso Straßen und Straßenabschnitte, die unabhängig vom Grund (Herabstufung zu einer Gemeindestraße oder Höherstufung) keine Kreisstraßen mehr sind.
Der Straßenverlauf wird in der Regel von Nord nach Süd und von West nach Ost angegeben.
| Nr.    | Verlauf |
| ------ | --- |
| K 7101 | L 360 in Truchtelfingen – L 449 in Bitz |
| K 7102 | in Burladingen – Hermannsdorf – L 449 |
| K 7103 | L 360 in Onstmettingen – L 442 in Hausen im Killertal |
| K 7104 | (K 6731 im Landkreis Reutlingen) – Kreisgrenze – L 385 in Melchingen |
| K 7105 | Beuren – in Schlatt |
| K 7106 | K 7107 in Hechingen – Sickingen – Kreisgrenze – (K 6932 im Landkreis Tübingen) |
| K 7107 | Bechtoldsweiler – Kreisgrenze – (K 6931 im Landkreis Tübingen) – Kreisgrenze (– Abzweig zur Kreisgrenze – (K 6931 im Landkreis Tübingen)) – K 7106 – Hechingen – L 410 – K 7178 – K 7109 – K 7164 – K 7108 |
| K 7108 | K 7178 in Hechingen – K 7109 – K 7107 – K 7111 – K 7110 – |
| K 7109 | K 7107 in Hechingen – K 7108 – Boll |
| K 7110 | – K 7111 – K 7108 – Zollerberg – Strecke nicht befahrbar – Burg Hohenzollern |
| K 7111 | – K 7110 – K 7108 – Wessingen – K 7154 – Zimmern – K 7112 – Thanheim – Bisingen – L 360 |
| K 7112 | L 360 in Bisingen – K 7111 in Zimmern |
| K 7113 | K 7166 in Trillfingen – K 7165 – Seehof – L 410 – Stetten bei Haigerloch – |
| K 7115 | (K 6928 im Landkreis Tübingen) – Kreisgrenze – K 7165 in Höfendorf |
| K 7116 | L 360 in Bad Imnau – Kreisgrenze – (K 6927 im Landkreis Tübingen) |
| K 7118 | K 7177 in Haigerloch – L 360 in Haigerloch |
| K 7119 | K 7120 – K 7177 in Haigerloch |
| K 7120 | – Bittelbronn – Weildorf – K 7177 – K 7119 – /L 390 |
| K 7121 | L 390 in Gruol – K 7123 – Erlaheim – L 415 |
| K 7122 | L 409 – L 390 – Binsdorf – K 7123 – L 415 |
| K 7123 | K 7121 – K 7122 in Binsdorf |
| K 7124 | L 415 in Geislingen – L 365 in Ostdorf |
| K 7125 | L 365 in Balingen – Engstlatt – / – K 7126 – / |
| K 7126 | K 7125 in Engstlatt – / – L 415 – Balingen – Heselwangen |
| K 7127 | K 7128 in Geislingen – Hungerberg – K 7130 – in Erzingen |
| K 7128 | L 390/L 415 in Rosenfeld – Isingen – K 7129 – Geislingen – K 7127 – L 415 |
| K 7129 | K 7128 – K 7130 – K 7132 in Dormettingen |
| K 7130 | K 7132 in Täbingen – L 435 – K 7131 – K 7129 – K 7127 |
| K 7131 | (K 5500 im Landkreis Rottweil) – Kreisgrenze – L 390 – Leidringen – K 7130 |
| K 7132 | (K 5551 im Landkreis Rottweil) – Kreisgrenze – Täbingen – K 7130 – Dautmergen – L 435 – Dormettingen – K 7129 – in Dotternhausen                                                                           |
| K 7133 | (K 5550 im Landkreis Rottweil) – Kreisgrenze – K 7168 in Zimmern unter der Burg |
| K 7134 | K 7169 in Schömberg – K 7135 – L 435 – Schörzingen – K 7157 – L 434 |
| K 7135 | K 7134 – Weilen unter den Rinnen – K 7170 in Ratshausen |
| K 7136 | in Endingen – L 442 – Roßwangen – L 442 |
| K 7138 | L 442 in Weilstetten – L 440 – K 7171 in Weilstetten |
| K 7140 | Streichen – L 442 in Zillhausen |
| K 7141 | L 360 in Stich – Zitterhof – L 442 in Pfeffingen |
| K 7142 | L 442 in Pfeffingen – Burgfelden |
| K 7143 | L 440 in Tieringen – K 7144 – K 7145 – K 7146 – Hossingen – K 7147 – L 196 in Meßstetten |
| K 7144 | K 7143 in Tieringen – L 440 in Tieringen |
| K 7145 | in Laufen an der Eyach – K 7179 – K 7143 |
| K 7146 | K 7143 – in Oberdigisheim |
| K 7147 | K 7143 in Hossingen – L 433 |
| K 7148 | L 433 in Unterdigisheim – K 7149 in Hartheim |
| K 7149 | L 196 in Hartheim – K 7148 – Heidenstadt – K 7150 in Steighaus |
| K 7150 | L 433 in Nusplingen – Steighaus – K 7149 – Harthöfe – Kreisgrenze – (K 8212 im Landkreis Sigmaringen) |
| K 7151 | L 442 in Pfeffingen – Margrethausen – K 7153 – Lautlingen – L 196 in Meßstetten |
| K 7152 | – K 7153 – Ebingen – L 433 – L 448 |
| K 7153 | K 7151 in Margrethausen – K 7152 |
| K 7154 | / – Bisingen – L 360 – K 7111 in Wessingen |
| K 7155 | K 7165 – L 410 |
| K 7156 | (K 5543 im Landkreis Rottweil) – Kreisgrenze – L 434 |
| K 7157 | K 7134 in Schörzingen – Kreisgrenze – (K 5546 im Landkreis Rottweil) |
| K 7158 | L 385 in Hörschwag – Kreisgrenze – (K 6736 im Landkreis Reutlingen) |
| K 7159 | Tanneck – K 7172 |
| K 7160 | (K 6768 im Landkreis Reutlingen) – Kreisgrenze – in Gauselfingen |
| K 7161 | L 385 in Melchingen – Salmendingen – K 7162 – Ringingen – in Burladingen |
| K 7162 | in Killer – K 7161 in Ringingen |
| K 7164 | L 391 – Weilheim – K 7107 in Hechingen |
| K 7165 | (K 6944 im Landkreis Tübingen) – Kreisgrenze – Bietenhausen – K 7155 – K 7115 – Höfendorf – Hart – K 7113 in Seehof                                                                                        |
| K 7166 | (K 6942 im Landkreis Tübingen) – Kreisgrenze – Trillfingen – K 7113 – L 360 in Karlstal |
| K 7168 | (K 5552 im Landkreis Rottweil) – Kreisgrenze – Zimmern unter der Burg – K 7133 – L 435 in Schömberg |
| K 7169 | in Schömberg – K 7170 – K 7134 – L 434/L 435 in Schömberg |
| K 7170 | K 7169 in Schömberg – Ratshausen – K 7135 – Hausen am Tann – L 440 in Tieringen |
| K 7171 | L 446 in Frommern – Weilstetten – K 7138 – L 440/L 442 |
| K 7172 | (K 5906 im Landkreis Tuttlingen) – Kreisgrenze – K 7159 – Obernheim – in Oberdigisheim |
| K 7173 | L 453 in Kaiseringen – L 449 in Winterlingen |
| K 7174 | L 449 – Benzingen – Kreisgrenze – (K 8202 im Landkreis Sigmaringen) |
| K 7175 | (K 8206 im Landkreis Sigmaringen) – Kreisgrenze – L 415 in Harthausen auf der Scher |
| K 7176 | L 390/L 435 in Leidringen – Kreisgrenze – (K 5562 im Landkreis Rottweil) |
| K 7177 | – K 7120 – K 7118 – Haigerloch – K 7119 – L 360 |
| K 7178 | K 7107 in Hechingen – K 7108 – / in Hechingen |
| K 7179 | K 7145 in Laufen an der Eyach – in Laufen an der Eyach |